# Tensei Kenja no Isekai Life
Tensei Kenja no Isekai Life: Daini no Shokugyō wo Ete, Sekai Saikyō ni Narimashita (転生賢者の異世界ライフ 〜第二の職業を得て、世界最強になりました〜 Tensei Kenja no Isekai Raifu ~Daini no Shokugyō wo Ete, Sekai Saikyō ni Narimashita~?), también conocida como My Isekai Life: I Gained a Second Class and Became the Strongest Sage in the World!, es una serie de novelas ligeras escritas por Shinkoshoto e ilustradas por Huuka Kazabana. Comenzó a serializarse en línea en octubre de 2017 en el sitio web de publicación de novelas generadas por usuarios Shōsetsuka ni Narō. Más tarde fue adquirida por SB Creative, que ha lanzado nueve volúmenes desde el 15 de mayo de 2018 bajo su sello GA Novel.
Una adaptación a manga con arte de Ponjea se ha serializado en línea desde el 29 de julio de 2018 a través de la revista de manga en línea Manga UP! de Square Enix, y se ha recopilado en trece volúmenes tankōbon. El manga tiene licencia en Norteamérica por Square Enix. Se anunció una adaptación de la serie a anime producido por el estudio Revoroot, el cual se estrenó en julio de 2022.

## Sipnosis
Yūji Sano trabaja en una empresa que es dura con sus empleados. Después de traer algunas horas extra a casa, recibe un mensaje en su computadora: “Ha sido convocado a un mundo alternativo” y mientras reinicia la computadora, descubre que, ¡inadvertidamente aceptó la invocación! Es un mundo de fantasía parecido a un juego, completo con barras de estado y habilidades. Lejos del papeleo y las computadoras, Yūji sólo tiene una cosa en mente: ¡despertar de lo que cree que es un sueño y volver a la montaña de trabajo que dejó atrás!
Pero para el propio Yūji en este mundo tiene otros planes: descubre que su clase de personaje como invocador le permite domesticar a un monstruo slime y, por lo tanto, ¡se convierte en un domador y le da la oportunidad de hacerse amigo de los slimes! Entonces, de repente alcanza una segunda profesión, sabio, y despierta poderes mágicos dentro de sí mismo en un abrir y cerrar de ojos. La aventura del mundo alternativo de Yūji comienza cuando sigue a un slime, aparentemente el más débil de todos los monstruos y las preguntas son: ¿cómo ejercerá Yūji su poder ahora que es el mayor sabio que el reino jamás haya conocido, y qué hay de todo ese papeleo?

## Personajes
Yūji (ユージ?)
 Seiyū: Chiaki Kobayashi
Dryad (ドライアド Doraiado?)
 Seiyū: Azumi Waki
Proud Wolf (プラウドウルフ Puraudo Urufu?)
 Seiyū: Wataru Takagi
Sura (スラ?)
 Seiyū: Hikaru Tōno
Surapacchi (スラパッチ?)
 Seiyū: Mai Kanno
Mayusura (マユスラ?)
 Seiyū: Haruna Mikawa
Surahappa (スラハッパ?)
 Seiyū: Erisa Kuon
Higesura (ヒゲスラ?)
 Seiyū: Nichika Ōmori
Pekesura (ペケスラ?)
 Seiyū: Miharu Hanai

## Media

### Novela ligera
La serie está escrita por Shinkoshoto e ilustrada por Huuka Kazabana. Originalmente se serializo en línea en Shōsetsuka ni Narō en octubre de 2017, SB Creative publicó la primera novela impresa bajo su etiqueta GA Novel el 15 de mayo de 2018, y hasta el momento se han publicado nueve volúmenes. 
| Volúmenes de novelas ligeras publicadas | Volúmenes de novelas ligeras publicadas | Volúmenes de novelas ligeras publicadas |
| Número                                  | Fecha de publicación                    | ISBN                                    |
| --------------------------------------- | --------------------------------------- | --------------------------------------- |
| 1                                       | 15 de mayo de 2018                      | ISBN 978-4-7973-9695-9                  |
| 2                                       | 15 de octubre de 2018                   | ISBN 978-4-7973-9817-5                  |
| 3                                       | 15 de mayo de 2019                      | ISBN 978-4-8156-0245-1                  |
| 4                                       | 14 de noviembre de 2019                 | ISBN 978-4-8156-0422-6                  |
| 5                                       | 13 de marzo de 2020                     | ISBN 978-4-8156-0542-1                  |
| 6                                       | 6 de agosto de 2020                     | ISBN 978-4-8156-0731-9                  |
| 7                                       | 12 de noviembre de 2020                 | ISBN 978-4-8156-0833-0                  |
| 8                                       | 12 de marzo de 2021                     | ISBN 978-4-8156-0969-6                  |
| 9                                       | 12 de junio de 2021                     | ISBN 978-4-8156-1139-2                  |

### Manga
Una adaptación a manga ilustrada por Ponjea, comenzó a serializarse en el sitio web Manga UP! de Square Enix desde el 29 de julio de 2018. El primer volumen tankōbon se lanzó el 13 de septiembre de 2018. Hasta el momento se han publicado doce volúmenes. El 13 de marzo de 2021, Square Enix anunció que comenzarían a publicar el manga en inglés en diciembre de 2021.
| Volúmenes de manga publicados | Volúmenes de manga publicados | Volúmenes de manga publicados |
| Número                        | Fecha de publicación          | ISBN                          |
| ----------------------------- | ----------------------------- | ----------------------------- |
| 1                             | 13 de septiembre de 2018      | ISBN 9784757558410            |
| 2                             | 13 de diciembre de 2018       | ISBN 9784757559400            |
| 3                             | 12 de abril de 2019           | ISBN 9784757560406            |
| 4                             | 12 de junio de 2019           | ISBN 9784757561588            |
| 5                             | 12 de septiembre de 2019      | ISBN 9784757562950            |
| 6                             | 12 de diciembre de 2019       | ISBN 9784757564220            |
| 7                             | 12 de marzo de 2020           | ISBN 9784757565593            |
| 8                             | 12 de mayo de 2020            | ISBN 9784757566392            |
| 9                             | 7 de agosto de 2020           | ISBN 9784757567887            |
| 10                            | 7 de noviembre de 2020        | ISBN 9784757569249            |
| 11                            | 5 de febrero de 2021          | ISBN 9784757570665            |
| 12                            | 7 de mayo de 2021             | ISBN 9784757572348            |
| 13                            | 11 de agosto de 2021          | ISBN 9784757574151            |

### Anime
Se anunció una adaptación de la serie de televisión a anime producido por el estudio Revoroot durante la transmisión en vivo del evento "GA Fes 2021" el 31 de enero de 2021. El anime es dirigida por Keisuke Kojima, quien también proporciona los diseños de personajes. Kiyotaka Suzuki se desempeña como asistente de dirección, con guiones escritos por Naohiro Fukushima y música compuesta por Gin de Busted Rose. Está programado para estrenarse en julio de 2022 en AT-X, Tokyo MX, BS NTV y BS Fuji, y los dos primeros episodios se transmitirán de manera consecutiva. El tema de apertura es "Mujikaku no Tensai" de Non Stop Rabbit, mientras que el tema final es "Gohan da yo! Dadadadan!!" por Hikaru Tōno, Mai Kanno, Haruna Mikawa, Erisa Kuon, Nichika Ōmori y Miharu Hanai bajo el nombre de unidad Surachanzu△.